# Caenis youngi
Caenis youngi is een haft uit de familie Caenidae. De wetenschappelijke naam van de soort is voor het eerst geldig gepubliceerd in 1984 door Roemhild.
De soort komt voor in het Nearctisch gebied.